# Пасивні рахунки
Пасивні рахунки — рахунки бухгалтерського обліку, призначені для обліку стану, руху і зміни джерел засобів підприємства.
На пасивних рахунках відображаються операції, що змінюють суму коштів підприємства (активів підприємства), а також операції, що змінюють склад боргів (переміщення коштів між двома пасивними рахунками, наприклад утримання податків із зарплати).
На пасивних рахунках:
- ведеться облік джерел утворення господарських засобів підприємства, тобто капіталу і зобов'язань (заборгованості) підприємства;

- початкове сальдо завжди записується за кредитом рахунку;
- записи, що характеризують збільшення джерела коштів записуються за кредитом рахунку (обороти за кредитом);
- записи, що характеризують зменшення джерела коштів записуються за дебетом рахунку (обороти за дебетом);
- кінцеве сальдо записується за кредитом рахунку (кінцеве сальдо завжди кредитове).

Сальдо пасивних рахунків відображується у балансі, в пасивній його частини, й показує величину капіталу або зобов'язань підприємства на кінець звітного періоду.